# Linia kolejowa nr 722
Linia kolejowa nr 722 – drugorzędna, jednotorowa, niezelektryfikowana linia kolejowa łącząca stację techniczną Gdańsk Zaspa Towarowa z bocznicą szlakową Gdańsk Wiślany.
Linia została w całości ujęta w kompleksowej sieci transportowej TEN-T.

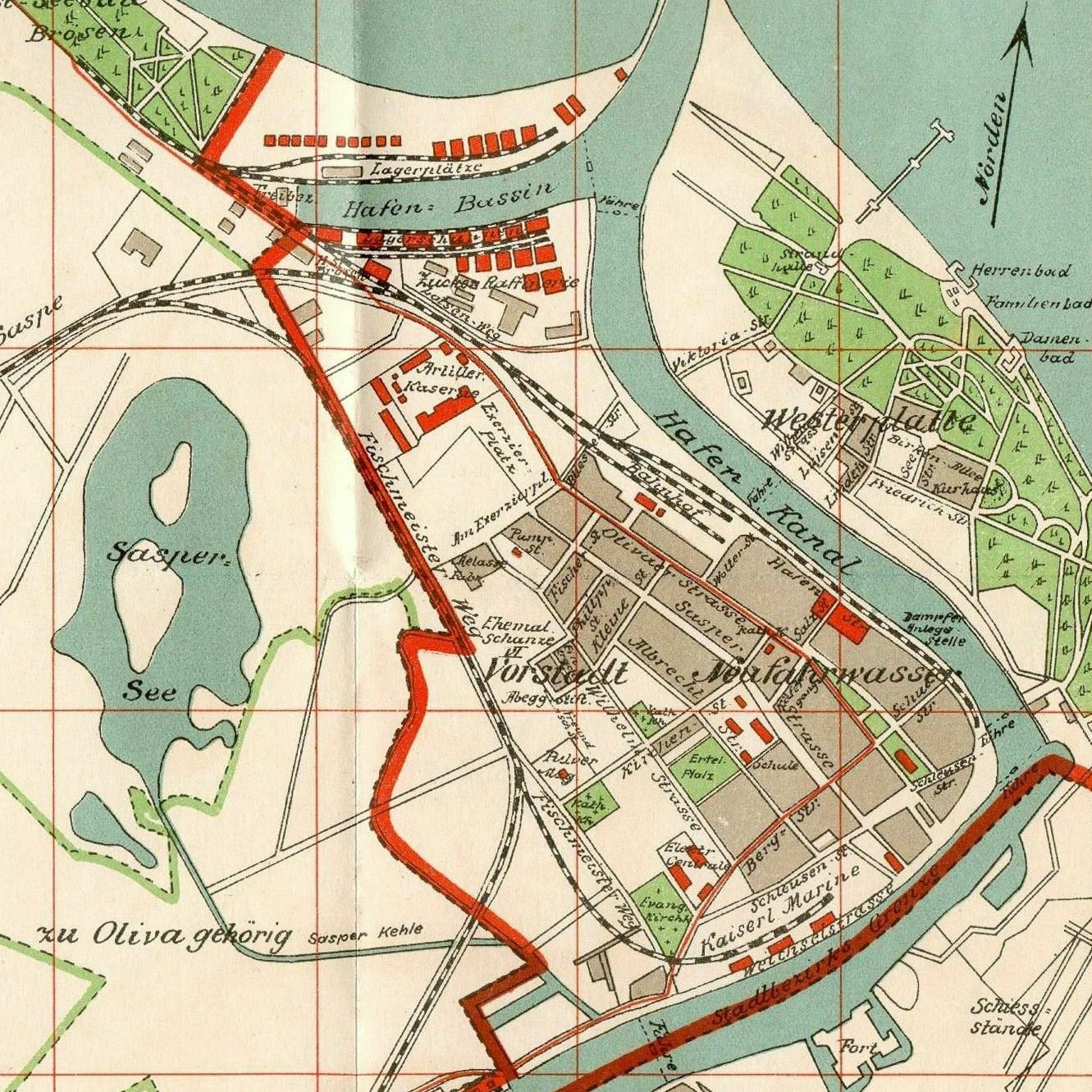
Linia kolejowa nr 722 na planie z 1912 r.

## Historia
Linia pierwotnie rozpoczynała się na północnej części stacji Gdańsk Zaspa Towarowa i biegła na wschód wzdłuż ul. Wyzwolenia, przecinała ul. Marynarki Polskiej i skręcała na południe, a następnie przecinała ul. Handlową i kończyła się na stacji Gdańsk Wiślany.
Fragment linii został rozebrany w październiku 2006 roku na wniosek okolicznych mieszkańców – linia biegła przez środek osiedla, w znacznej części wzdłuż ul. Wyzwolenia. Zastąpiono ją niemal lustrzanym odbiciem dawnego przebiegu, która także biegnie z Zaspy Towarowej do stacji Gdańsk Wiślany – odchodzi on razem z torami do Elektrociepłowni Gdańskiej (EC2) przy dawnym przystanku Gdańsk Kolonia. Przechodzi pod wiaduktem przy ul. Marynarki Polskiej, po czym odbija łukiem w lewo w kierunku północnym, aby dotrzeć do Gdańska Wiślanego od przeciwnej strony niż pierwotnie.